# Снидавка
Сни́давка (укр. Снідавка) — село в Косовской городской общине Косовского района Ивано-Франковской области Украины.
Население по переписи 2001 года составляло 929 человек. Занимает площадь 9,694 км². Почтовый индекс — 78645. Телефонный код — 03478.